# Bahnhof Aix-en-Provence TGV
Der Bahnhof Aix-en-Provence TGV (französisch Gare d’Aix-en-Provence TGV) ist ein Durchgangsbahnhof in Cabriès bei Aix-en-Provence.
Er besitzt zwei Bahnsteiggleise und zwei Durchfahrtsgleise. Der Bahnhof liegt an der Strecke LGV Méditerranée. Täglich verkehren dort mehrere TGV-Züge, unter anderem auch der TGV Duplex. Im Sommer verkehrt dort auch der Thalys. Die meisten Züge fahren entweder nach Marseille-Saint-Charles oder zum Gare de Lyon in Paris.

## Lage
Der Bahnhof liegt ungefähr 16 Kilometer südwestlich von Aix-en-Provence und 12 Kilometer nordöstlich von Vitrolles entfernt. Er befindet sich bei Streckenkilometer 699 der LGV Méditerranée und liegt je zur Hälfte auf den Gemeindegebieten von Aix-en-Provence und Cabriès.

## Geschichte
Nachdem die SNCF sich dazu entschieden hatte, für die Stadt Aix-en-Provence einen TGV-Halt zu errichten, wurde die Neubaustrecke weiter östlich gebaut als ursprünglich geplant. Nach und nach wurden Buslinien eingerichtet, die den Bahnhof mit den umliegenden Städten verbinden. Da dennoch die meisten Fahrgäste mit dem Kraftfahrzeug anreisen, ist der Parkplatz oft überfüllt. Deshalb wurde 2009 ein weiterer unterirdischer Parkplatz gebaut, insgesamt sind nun 2910 Plätze vorhanden, es stehen aber regelmäßig noch 900 Personenkraftwagen außerhalb der Parkplätze.

## Betrieb
Der Bahnhof wird von 120 Zügen pro Tag bedient. Es existieren Zugverbindungen nach Paris, Marseille, Nizza, Ventimiglia, Toulon, Straßburg, Toulouse, Lille-Europe, Rennes, Nantes und Dijon. Seit März 2012 gibt es ein TGV-Zugpaar, das den Bahnhof mit Frankfurt am Main in 7:31 Stunden verbindet.

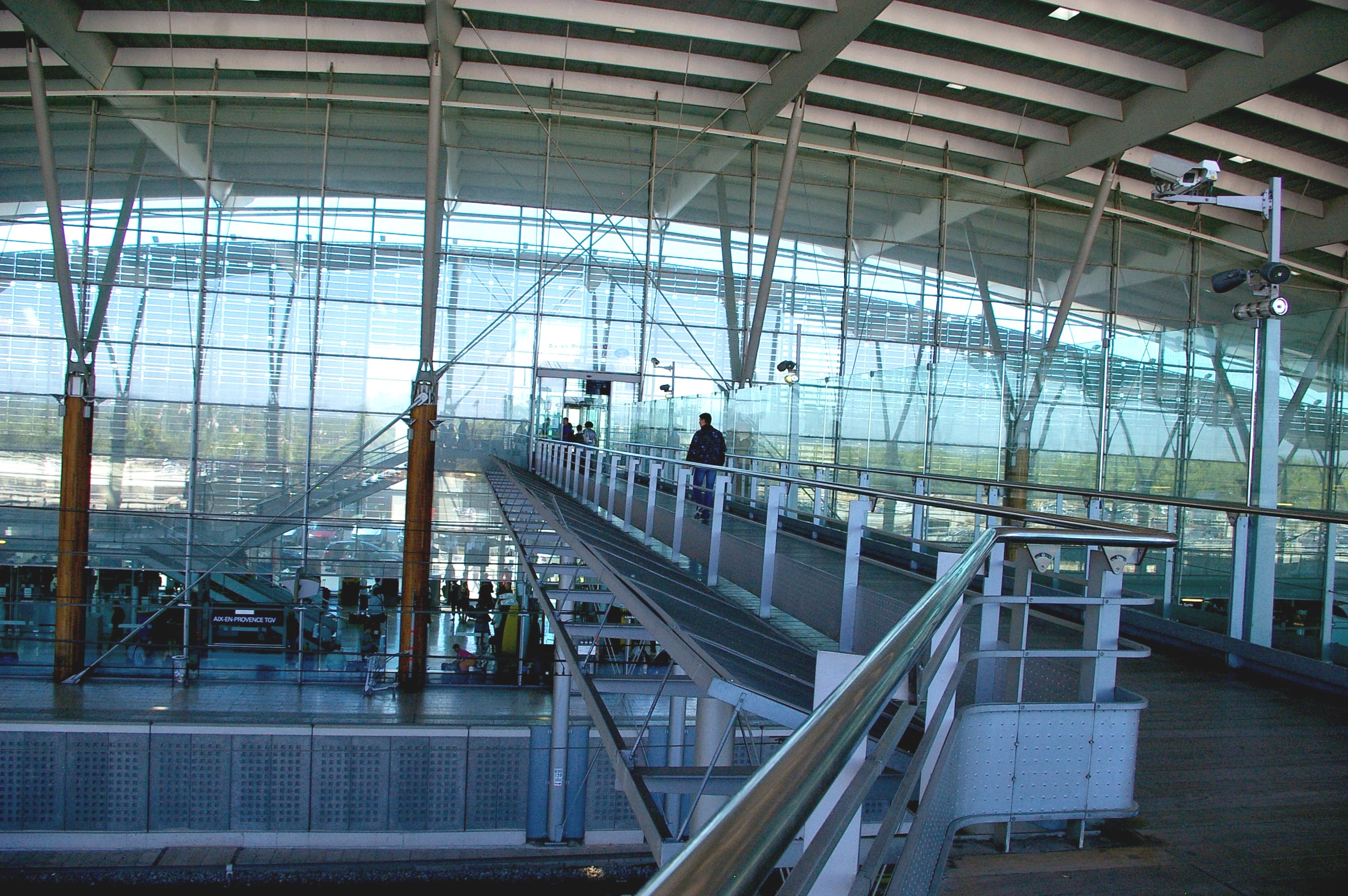
Empfangsgebäude
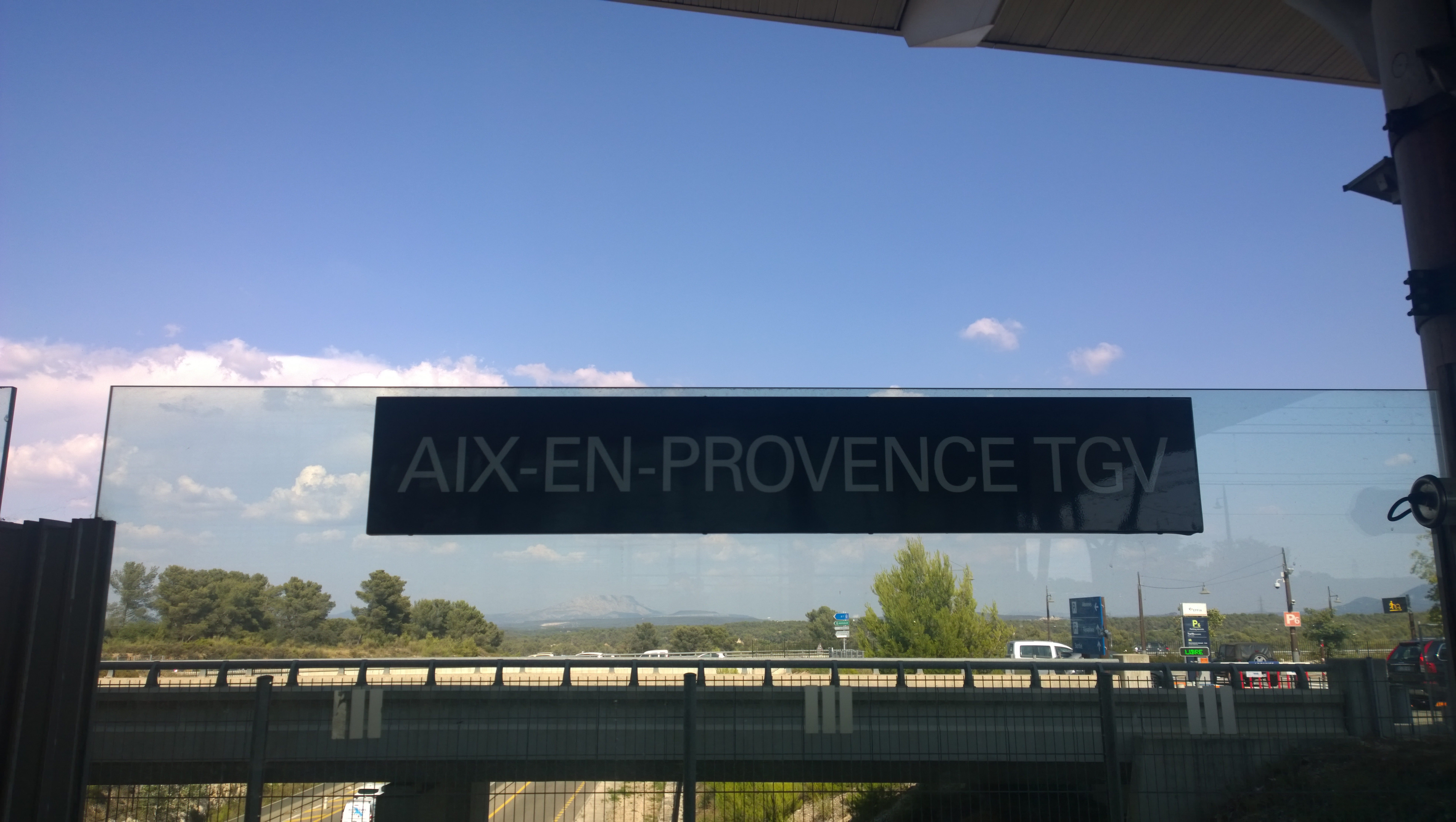
Bahnhofsschild
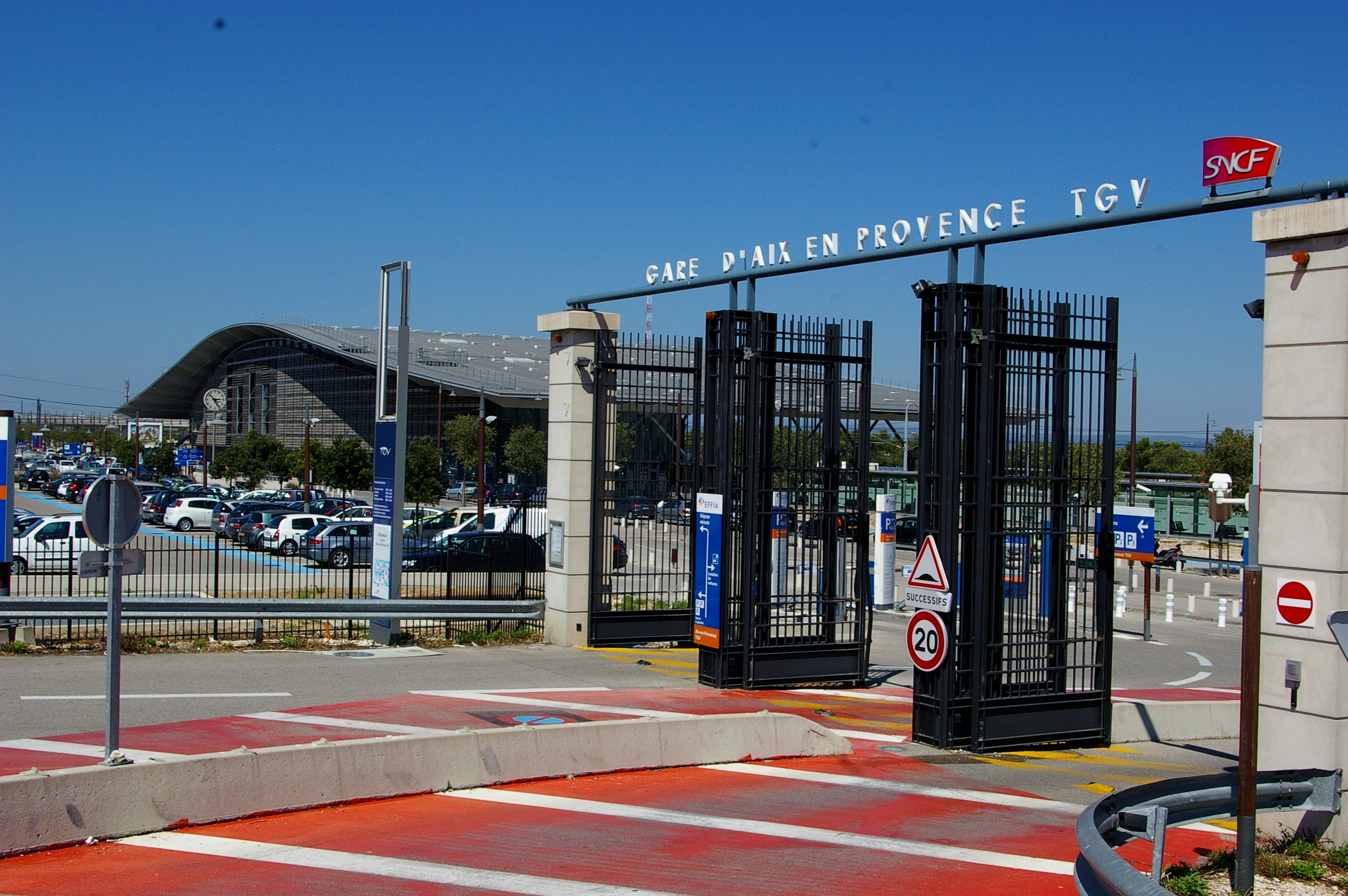
Einfahrt zu den Parkplätzen